# Patientenkompetenz
Die Patientenkompetenz befasst sich mit dem eigenständigen Beitrag der Patienten zur Genesung als notwendige Ergänzung, nicht als Konkurrenz zu den Leistungen der Medizin. Der Begriff wurde etwa seit dem Jahr 2000 von Krebspatienten geprägt. Um die gleiche Zeit etablierte sich im englischen Sprachraum der synonyme Begriff the expert patient. Kompetente Patienten fragen sich, was sie selber zur Krankheitsbewältigung und Genesung beitragen können.
Die wichtigste gedankliche Vorlage für das Verständnis des Wesens der Patientenkompetenz ist das sogenannte 2-Ärzte-Modell. Es besagt, dass zur erfolgreichen Krankheitsbewältigung zwei Ärzte zusammenwirken müssen, der äußere Arzt, die Medizin, und der „innere Arzt“, das Selbstheilungspotenzial des Patienten. Während die Medizin Heilung über die Behandlung der Krankheit anstrebt, möchten Patienten vor allem heilende Gesundheitskräfte aktivieren.
Die häufigste Frage kompetenter Patienten lautet: Was kann ich selbst für mich tun? Es ist die Frage nach den persönlichen Ressourcen zum erfolgreichen Umgang mit der neuen, durch die Krankheit bedingten Lebenssituation.
Patientenkompetenz will gelernt werden. Der entsprechende Prozess wird als Empowerment oder Selfempowerment bezeichnet.
Der noch relativ junge Begriff Patientenkompetenz hängt mit einem gesellschaftlichen Trend zusammen,
der sich nicht nur im Gesundheitswesen, sondern auch in vielen anderen Lebensbereichen unserer Zeit manifestiert: Es ist dies die Ablösung von verbindlichen kollektiven Klischees zu Gunsten von individuell gestalteten Lebensformen. So stellt die zunehmende Patientenkompetenz für die heute noch von einem traditionellen, paternalistischen Selbstbild geprägte Medizin eine besondere Herausforderung dar.

## Geschichte
Seit der Mitte des 20. Jahrhunderts bezeichneten verschiedene Begriffe nacheinander das sich wandelnde Rollenverständnis von Patienten:
- 1960: Der bevormundete Patient: Bis Mitte des 20. Jahrhunderts spielte der Patient noch keine selbstbestimmte Rolle. Maßgeblich für das medizinische Geschehen war in jedem Fall die Medizin selbst. Der Patient hingegen partizipierte als Passivmitglied im Gesundheitswesen. Er gab seine Identität beim Eintritt in die medizinische Welt auf. Oft wurden ihm schwere Diagnosen nicht mitgeteilt. Seine Krankheit gehörte der Medizin.

- 1970: Der informierte Patient: In dieser Zeit wurde der aus den USA kommende informed consent, also die obligate Information des Patienten über die Krankheit und die medizinischen Maßnahmen, auch in Europa eingeführt.

- 1980: Der mündige Patient: Informierte Krebspatienten gründeten die ersten Krebs-Selbsthilfegruppen. Zunächst ging es ihnen vor allem um Mitspracherechte. In der Folge begannen sich auch Juristen vermehrt mit Patientenrechten auseinanderzusetzen.

- 1990: Der autonome Patient: Die zunehmende Emanzipation von Patienten führte zum Modell des shared decision-making, worunter die gemeinsame Entscheidungsfindung von Arzt und Patient verstanden wird. Man sprach von einer Medizin auf Augenhöhe. Dazu musste Dialogfähigkeit zwischen Patient und Medizin hergestellt werden. Zum Beispiel mussten die Sprache der Medizin populärer und die Info-Texte in Packungsbeilagen laienverständlicher werden.

- 2000: Der kompetente Patient: Etwa bis zum Jahr 2000 ging es den Patientenbewegungen vor allem um Patientenrechte, um die Behandlung von Patienten als Individuen und nicht als Nummern und um ihre Rolle im Gesundheitswesen – mit anderen Worten, um das Verhalten von Patienten gegenüber anderen Personen oder Institutionen im Gesundheitswesen.

In den Begriffen Patientenkompetenz, kompetenter Patient und Selfempowerment kommt seit Beginn des 21. Jahrhunderts ein erweitertes Rollenverständnis von Patienten zum Ausdruck. Sie fragen sich nun vermehrt nach dem eigenen Verhalten nicht nur in Beziehung nach außen, sondern in Bezug auf sich selbst und auf die eigenen Möglichkeiten, Pflichten und Gestaltungsräume in der Krankheit. Der Begriff Patientenkompetenz weist auf die Übernahme von Eigenverantwortung bei der Krankheitsbewältigung hin.

## Definitionen
Der Begriff Patientenkompetenz (PK) stammt von Krebspatienten selbst. Er deckt sich weitgehend mit dem im englischen Sprachraum gebräuchlichen Begriff the expert patient. Heute existieren im Wesentlichen drei Definitionen von PK:
- Krebspatienten haben PK selbst so definiert:[1] PK ist die Fähigkeit, mit und trotz Erkrankung, Handicap oder Trauma ein normales Leben zu führen. Gemeint ist mit dieser Definition im Wesentlichen der gelungene Versuch, die neue, durch die Krankheit bedingte Lebensrealität zu akzeptieren, das alltägliche Leben nach dieser Realität auszurichten und die neue Lebenssituation mittels eigener Ressourcen mit zu gestalten.

- Medizin und Psychoonkologie definieren PK etwas präziser:[5][6]

PK umfasst die Fähigkeit,
- sich den Herausforderungen der Erkrankung zu stellen,
- sich auf eigene und fremde Ressourcen der Krankheitsbewältigung zu besinnen,
- diese Ressourcen zu nutzen,
- eigene Bedürfnisse in der Krankheit zu berücksichtigen,
- eigene Zielvorstellungen zu verfolgen sowie
- die Autonomie zu wahren.

- Die Sozialpsychologie umschreibt den Begriff PK folgendermaßen:[7] PK umfasst als Einzelkompetenzen Selbstkompetenz, Beziehungskompetenz, Sozialkompetenz und Demokratiekompetenz.

Diese drei Umschreibungen lassen erkennen, dass es für den Begriff Patientenkompetenz noch keine allgemein verbindliche Definition gibt, an Operationalisierungen desselben wird jedoch gearbeitet.

### Die drei typischen Fragen kompetenter Patienten
Kompetente Patienten stellen typischerweise drei Fragen:
- Wer orientiert mich im Info-Dschungel?
- Wie finde ich meinen persönlichen Weg in der Krankheit?
- Was kann ich selbst zur Krankheitsbewältigung beitragen?

Kompetente Patienten möchten keine „kleinen Ärzte“ sein. Sie wollen keine medizinischen Entscheide treffen. Aber sie möchten diese nachvollziehen können. Sie möchten Experten sein, nicht in den medizinischen, sondern in den eigenen Angelegenheiten. Sie erwarten vom Arzt die Respektierung ihrer persönlichen Denkstile und Handlungsmuster, ebenso wie sie umgekehrt die medizinische Expertise respektieren.

### Self-Empowerment und Ressourcen
Nicht nur Patienten, sondern die meisten Menschen unserer westlichen Welt gehen davon aus, dass sie über körpereigene Kräfte zur Bewältigung von Lebenskrisen, darunter Erkrankungen verfügen. Bei Erkrankungen wird Genesung nicht nur von der Medizin ermöglicht, sondern auch vom Patienten als Koproduzenten von Gesundheit. Der Begriff Self-Empowerment bezeichnet die Fähigkeit, die eigenen gesund machenden Kräfte zu entdecken, zu stärken und gezielt zur Krankheitsbewältigung einzusetzen. Inzwischen stehen Patienten vor allem online immer mehr Informationen zur Verfügung. Deshalb gibt es immer mehr Menschen, die sich in den neuen Medien und sozialen Netzwerken intensiv über ihre Erkrankung und die Förderung ihrer Lebensqualität informieren, ihre Gesundheitskompetenz aktiv erhöhen und sich zu Online-Communitys zusammenschließen.
An die Stelle der Patientenformulierung „körpereigenen Kräfte zur Steigerung der Abwehr“ setzt die Medizin eher den Begriff Ressourcen zur Krankheitsbewältigung. Dieser Ressourcen sind sich viele Patienten zunächst gar nicht bewusst. Sie gemeinsam mit dem Patienten zu entdecken und bewusst zu machen, ist zentrales Ziel der Empowerment-Beratung. Das Anbieten von Ressourcen und die Förderung von Patienten, ihre Fähigkeiten zu entwickeln und ihr Leben selbst zu gestalten, wird auch Patienten-Empowerment genannt.

## Modellvorstellungen von Patientenkompetenz
Das Verhalten kompetenter Patienten wird vor allem von zwei Vorstellungen beeinflusst, erstens dem Modell der 2-Ärzte, zweitens dem Modell der prognostischen Relevanz der Patientenkompetenz.

### Das Modell der „2 Ärzte“

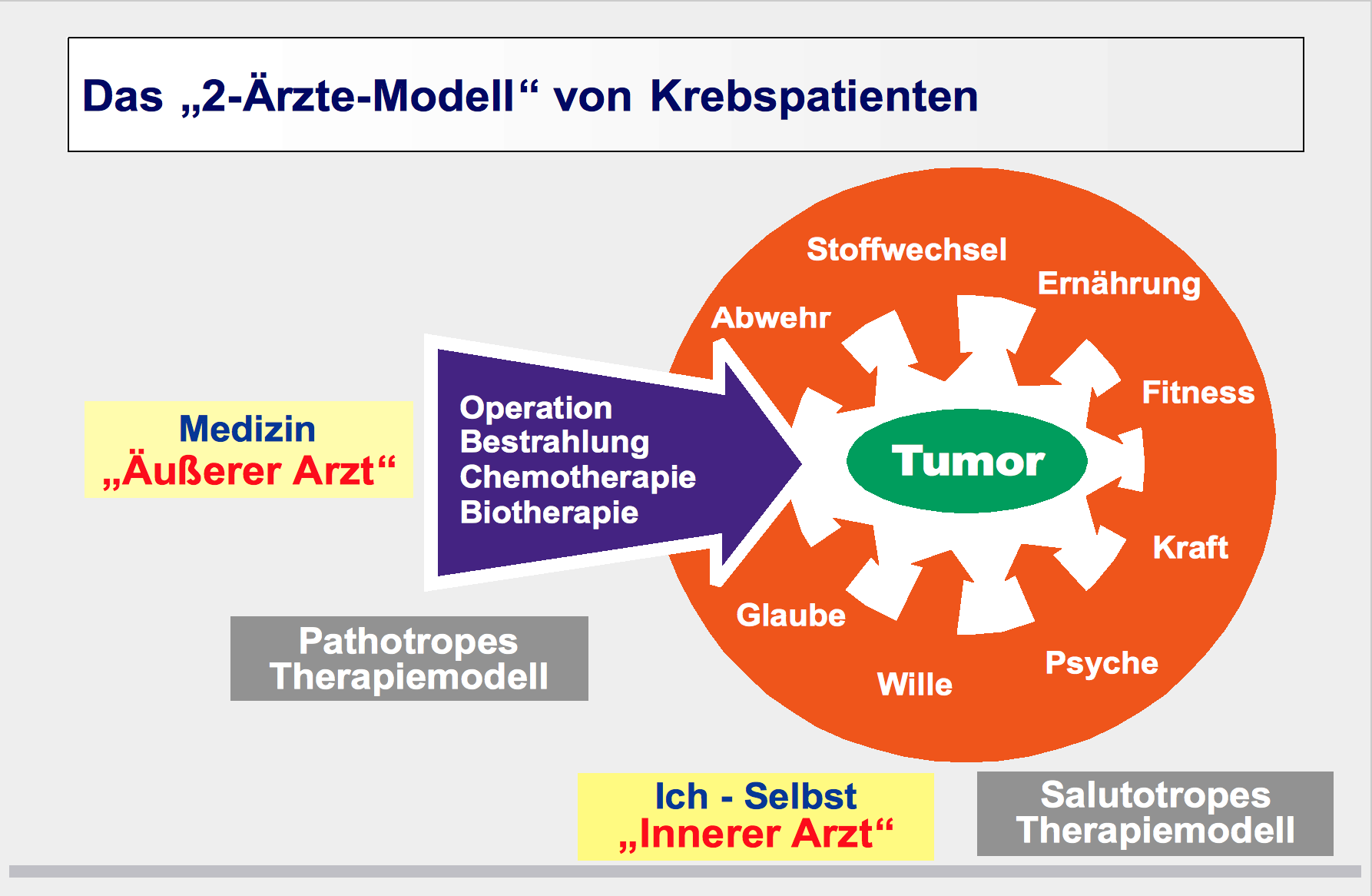
Das 2-Ärzte-Modell. Es besagt, dass es zur Krankheitsbewältigung zwei Ärzte braucht: Den äußeren Arzt, die Medizin mit ihren Möglichkeiten, und den inneren Arzt, die Ressourcen des Patienten selbst. Krebspatienten erkennen selbstverständlich die Notwendigkeit des Vorgehens des äußeren Arztes (dicker Pfeil) an. Sie, die Patientinnen (in der Abb. 1 als roter Kreis symbolisiert), glauben jedoch, auch über einen eigenen Köcher mit Pfeilen (Ressourcen) zu verfügen.

Vor allem das Modell der „2 Ärzte“ ist für das Verständnis der Denkstile von Krebspatienten, ihren Handlungsmustern und komplementären Therapieerwartungen von zentraler Bedeutung. Es besagt, dass zur Bewältigung der Krebserkrankung zwei Ärzte notwendig sind: der „äußere Arzt“ (die Medizin mit ihren Möglichkeiten) und der „innere Arzt“ (das Selbstheilungspotenzial des Patienten, auch als körpereigene Abwehr oder innerer Heiler bezeichnet). Dieses 2-Ärzte Modell ist uralt und spiegelt sich zum Beispiel im lateinischen Sprichwort medicus curat, natura sanat (der Arzt behandelt, die Natur (des Menschen) heilt).
Das Handeln der westlichen Medizin (Schulmedizin) ist vor allem auf die Entdeckung und Behandlung von Krankheiten ausgerichtet – es geht ihr um die Krankheit im Menschen. Es wird deswegen auch pathotrop, das heißt krankheitszentriert, genannt.
Das Handeln von Patienten hingegen zielt eher auf die Stärkung körpereigener, gesund machender Kräfte ab – es wird deswegen auch salutotrop genannt, das heißt gesundheitszentriert. Und deswegen sind Themen wie Abwehr, Entgiftung, Ernährung, Bewegung oder Medikamente und Verfahren zur Stärkung der eigenen Ressourcen für Patienten auch so wichtig.

### Das Modell der prognostischen Relevanz der Patientenkompetenz

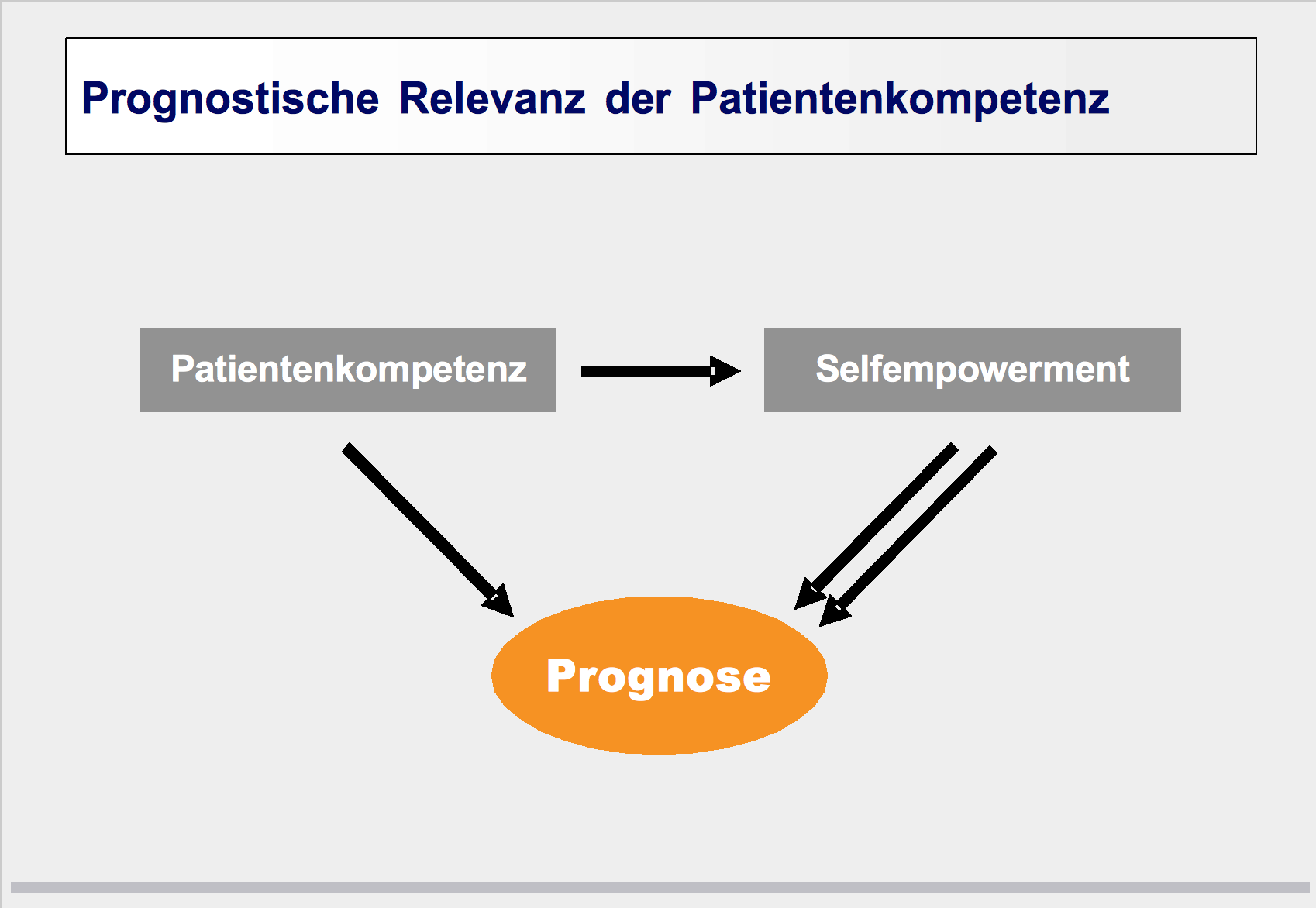
Selbstwirksamkeitserwartung und prognostische Relevanz der Patientenkompetenz: Kompetente Patienten glauben, durch Self-Empowerment einen wesentlichen Beitrag zur Verbesserung der Prognose bezüglich Lebensqualität und Krankheitsverlauf leisten zu können.

Neben dem 2-Ärzte-Modell prägt die Gewissheit, das persönliche Schicksal selbst beeinflussen zu können, das Verhalten kompetenter Patienten. Diese Gewissheit geht nur schon aus der Alltagserfahrung hervor. Eine banale Grippe geht in der Regel auch ohne medizinische Hilfe vorbei. Wunden heilen von selbst. Seelenschmerz vergeht nach adäquater Trauerzeit.
Selbst bei einer Krankheit wie Krebs, die wie kaum eine andere verhängnisvoll wahrgenommen wird, ist – zumindest im Frühstadium – der Glaube an die prognostische Relevanz der Patientenkompetenz sehr ausgeprägt. Nach schulmedizinischer Auffassung hingegen hängt der Verlauf, zum Beispiel von Brustkrebs, von drei Prognosekategorien ab:
- Tumormarker: Histologie, Rezeptorstatus, Stadium bei Diagnosestellung etc.
- Patientenmarker: Alter bei Erkrankung, familiäre Belastung etc.
- Tumortherapie: Art und Zeitpunkt medizinischer Interventionen, Intensität der Therapie etc.

Die Idee von der prognostischen Relevanz der Patientenkompetenz steht inhaltlich dem Begriff Selbstwirksamkeitserwartung nahe. Albert Bandura hat auf zahlreiche Zusammenhänge zwischen Selbstwirksamkeit und anderen Faktoren hingewiesen:
- Vermehrter Stress und verminderte soziale Unterstützung führen zu geringerer Selbstwirksamkeitserwartung.
- Die Überzeugung der Selbstwirksamkeit hat Einfluss darauf, wie Menschen mit Stress und Enttäuschungen beim Verfolgen ihrer Lebensziele umgehen, und hat weitreichenden Einfluss auf Motivationsprozesse.
- Individuen mit hoher Selbstwirksamkeitserwartung zeigen größere Anstrengung, Ausdauer, Leistung als solche mit niedrigerer.
- Individuen mit hoher Selbstwirksamkeitserwartung gehen Aufgaben in besserer Stimmung an (z. B. mit weniger Angst und Depression).
- Individuen mit hoher Selbstwirksamkeitserwartung sind besser in der Lage, mit Stress und Enttäuschung fertigzuwerden.
- Menschen entwickeln umso mehr Vertrauen in ihre Selbstwirksamkeit, je mehr Erfolg sie mit ihrem eigenen Verhalten tatsächlich verbuchen können.

Wie sich Patientenkompetenz und Empowerment auf körpereigene Abwehrvorgänge auswirken ist noch nicht geklärt. Versteht man körpereigene Abwehrprozesse bei Krankheiten als Konstrukt einer komplexen Verflechtung sozialer, psychologischer, neurologischer, endokriner und immunologischer Faktoren, so versteht die Neurosomatik das Gehirn als die wesentlichste Schaltzentrale, von der sogar epigenetische Prägungen ausgehen.
Wenn es auch zahlreiche klinische Studien gibt, die zeigen, dass sich Patientenkompetenz, Selfempowerment, Stressabbau und Selbstwirksamkeitsüberzeugung günstig auf den Verlauf von Krebserkrankungen auswirken, ist die prognostische Relevanz der Patientenkompetenz bis heute noch immer umstritten.

## Empowermentberatung und Ressourcen-Scouting
Die Frage, was kann ich in einer besonders kritischen Lebenssituation selbst und mit meinen Ressourcen für mich tun, ist an sich klar und nachvollziehbar. Die Antwort auf diese Frage setzt jedoch ein Ressourcenbewusstsein voraus. Vielen Menschen unserer Gesellschaft fehlt jedoch ein derartiges Ressourcenbewusstsein, obwohl sie selbstverständlich über solche Ressourcen verfügen; sie bedürfen dann eines Kompetenzberaters, der ihnen hilft, sich des eigenen Potenzials der Krisenbewältigung bewusst zu werden. Dies ist das Ziel der Empowermentberatung.
Bei der Empowermentberatung geht es nicht – wie im üblichen medizinischen Informationsgespräch – um die Vermittlung medizinischer Sachverhalte. Sondern es geht darum, dem Patienten zu einer Form von Selbstbewusstsein zu verhelfen zur Bewusstwerdung der eigenen Potenziale der Selbsthilfe zur Meisterung einer kritischen Lebenssituation. Die Beratungstechnik zur Aufspürung der Ressourcen des Patienten wird auch als Ressourcen-Scouting bezeichnet (Scouting abgeleitet vom englischen Wort Scout, Pfadfinder).

## Grenzen der Patientenkompetenz
Um kompetent zu werden, hat sich der Patient zu informieren und die Verantwortung für die eigene Gesundheit und Krankheit zu übernehmen. Damit verantwortet er auch die daraus resultierenden Maßnahmen. Es gehört aber ebenfalls dazu, dass der Patient kritisch nicht nur ärztlichen Anordnungen, sondern auch eigenen Meinungen gegenüber zu sein, und seine Grenzen zu erkennen, denn es besteht die Gefahr einer Überinformation. Aufgabe des Arztes ist es nun, dem überinformierten Patienten Orientierungshilfe zu geben. Es wird dabei aber vom Arzt erwartet, „dass er Entscheidungen des Patienten auch dann respektiert, wenn sie nach seiner Ansicht nicht mit der medizinischen Vernunft übereinstimmen.“ Außerdem gibt es kritische Situationen, in denen ein Patient nicht kompetent sein kann beziehungsweise seine Kompetenz verliert, wenn er zum Beispiel zu krank oder zu schwach ist.